# عبد السلام الطويل
عبد السلام الطويل (مواليد سنة 1963) هو روائي وناقد ومترجم وصحفي مغربي.

## مسيرته
ولد سنة 1963 بأحد الغربية بإقليم طنجة. تابع تعليمه بكلية آداب سيدي محمد بن عبد الله بفاس حيث حصل على الإجازة في الفلسفة سنة 1987، ثم على شهادة استكمال الدروس عام 1991، وقد التحق باتحاد كتاب المغرب في صيف 1992.
عمل الطويل بعد إنهاء دراسته الجامعية في الفلسفة في الصحافة المحلية بعض الوقت، ومثلها في التعليم الذي شكّل عالم روايته الأولى «أكاديمية أرخميدس» (1996) بعد انطلاقه من القصص القصيرة. 

## أعماله
نشر أول نص قصصي له (العازف على الماء) سنة 1986 بصحيفة الاتحاد الاشتراكي، وتتوزع أعماله بين الكتابة القصصية والترجمة.
- 1992: مدائن الشمس (مجموعة قصصية)، منشورات اتحاد كتاب المغرب، الرباط
- 1996: موانئ فاسدة
- 1996: أكاديمية أرخميدس (رواية)، منشورات سليكي إخوان، طنجة
- 2015: اختطاف الغابة

### ترجمات
ترجم تحت اسم مستعار (عبد السلام الدياز) العملين التاليين:
- 1991: تميمة امرأة: (رواية)، العربي اخنوتة، ترجمة عبد السلام الدياز، بروكسيل، ليبزا
- 1991: حياة أخرى: (سيرة ذاتية)، العربي اخنوتة، ترجمة عبد السلام الدياز، بروكسيل، ليبزا